# Agnieszka Janasiak
Agnieszka Janasiak (ur. 15 kwietnia 1981) – polska lekkoatletka, specjalistka od długich dystansów, reprezentantka Olimpii Poznań.

## Kariera
Srebrna medalistka mistrzostw Polski w maratonie (Dębno 2009).

## Rekordy życiowe
- bieg na 10 kilometrów – 34:57 (2012)
- półmaraton – 1:15:49 (2009)
- maraton – 2:37:33 (2009)